# آنا سوفرينوفيتش
آنا سوفرينوفيتش (بالصربية: Ана Софреновић) (من مواليد 18 سبتمبر 1972) هي ممثلة صربية. ظهرت في أكثر من ثلاثين فيلمًا منذ عام 1994.

## الحياة الشخصية
كانت سوفرينوفيتش متزوجًة من دراجان ميتشانوفيتش ولديهما ابنتان، إيفا ولينا. عاشت العائلة في لندن لكنهم استمروا في العمل في صربيا والبلقان. انفصلا في نوفمبر 2011.